# Ilipa
Ilipa (heute Alcalá del Río in der Provinz Sevilla der Region Andalusien) war eine iberische Stadt am rechten Ufer des unteren Baetis (heute Guadalquivir). Die Stadt war wichtig für die Schifffahrt sowie wegen in der Nähe befindlicher Silbergruben und der Landwirtschaft. Deshalb wurde ihr der Beinamen Magna, die Große, gegeben.
Während des Zweiten Punischen Krieges schlug Scipio 206 v. Chr. ein u. a. von Hannibals Bruder Mago angeführtes karthagisches Heer in der Schlacht von Ilipa; dieser Sieg besiegelte de facto das Ende der karthagischen Vorherrschaft auf der Iberischen Halbinsel.
In westgotischer Zeit wird der Ort als Bistum erwähnt. 